# Ferrari 312 B2
Pour les articles homonymes, voir Ferrari 312.
Chronologie des modèles (1971-1972-1973)
Ferrari 312 B Ferrari 312 B3
La Ferrari 312 B2 est une monoplace de Formule 1 engagée par la Scuderia Ferrari dans le cadre du championnat du monde en 1971, 1972 et 1973.

## Caractéristiques et performances
Plus basse et plus carrée que la Ferrari 312 B, sa devancière, la 312 B2 se montre moins efficace malgré un moteur plus puissant et des suspensions arrière modifiées ; ce châssis n'enregistre qu'une victoire et l'écurie se classe troisième du championnat du monde des constructeurs 1971. 
Après l'ajout d'un aileron avant imposant pour améliorer déportance et adhérence, la 312 B2 reste peu performante en 1972, avec seulement six podiums.
Elle est utilisée au début de la saison 1973 et participe aux trois premiers Grands Prix avant d'être remplacée par la Ferrari 312 B3.
La 312 B2 remporte trois victoires avec Clay Regazzoni à la Course des Champions de Brands Hatch 1971 (hors-championnat), Jacky Ickx aux Grands Prix des Pays-Bas 1971 et d'Allemagne 1972,,.